# Duboševica
Duboševica (mađarski: Dályok) je naselje u općini Draž u Osječko-baranjskoj županiji. 

## Stanovništvo
| broj stanovnika | 1907  | 1948  | 1952  | 1969  | 1927  | 1913  | 1758  | 1616  | 1360  | 1254  | 1339  | 1191  | 953   | 852   | 690   | 554   | 393   |
|                 | 1857. | 1869. | 1880. | 1890. | 1900. | 1910. | 1921. | 1931. | 1948. | 1953. | 1961. | 1971. | 1981. | 1991. | 2001. | 2011. | 2021. |

## Gospodarstvo
U Duboševici djeluje jedini baranjski mlin koji radi na tradicijski način. Dvokatni mlin od opeke sagrađen je 1895. godine. Zbog tehničkih razloga postoji mogućnost da će biti zatvoren 2014. godine, unatoč protivljenju brojnih korisnika i vlasnika. Duboševački je mlin uvršten u registar zaštićenih kulturnih dobara. Pravokutna je tlocrta. Prigrađen je rizalitni istak na dvorišnom pročelju. Dvoslijevna je krovišta, a krov je od ravnog glinenog crijepa. Sedam prozorskih osi rastvara glavno pročelje. Unutarnji dio mlina ostao je uglavnom isti kao u doba izgradnje, osim zamijenjenih manjih djelova dotrajale drvne građe. Mlinski valjak su napravili majstori nekadašnje peštanske tvrtke Ganz es Tar. Ovaj mlin mjesečno izmelje brašna za jedan šleper, a kapacitet mlina je samo 600 tona brašna godišnje. Mlin je bio atrakcija turistima. Mnogo je Baranjaca kupovalo duboševačko brašno iz starog mlina ga je dobivalo u zamjenu za pšenicu.

## Šport
- NK Šokadija Duboševica